# Lenín de Jesús
Lenín de Jesús Borja (n. Ibarra, Imbabura, Ecuador; 25 de junio de 1979) es un exfutbolista ecuatoriano. Jugaba de delantero y su último equipo fue Atlético Tulcán de la Segunda Categoría de Ecuador, es hermano menor de Omar de Jesús Borja

## Clubes
| Club                 | País    | Año       |
| -------------------- | ------- | --------- |
| Aucas                | Ecuador | 1996-1999 |
| Deportivo Cuenca     | Ecuador | 2000      |
| Aucas                | Ecuador | 2001      |
| Universidad Católica | Ecuador | 2002      |
| Deportivo Quito      | Ecuador | 2003      |
| Espoli               | Ecuador | 2004-2005 |
| Universidad Católica | Ecuador | 2006      |
| Olmedo               | Ecuador | 2007      |
| Universidad Católica | Ecuador | 2008      |
| Imbabura SC          | Ecuador | 2009      |
| Espoli               | Ecuador | 2010      |
| Liga de Loja         | Ecuador | 2011      |
| Pilahuin Tío         | Ecuador | 2012-2013 |
| Atlético Tulcán      | Ecuador | 2014-     |

## Palmarés

### Títulos nacionales
| Título             | Club   | Año  |
| ------------------ | ------ | ---- |
| Serie B (Apertura) | Espoli | 2005 |